# Дель Карретто, Оттоне Энрико
Оттоне Энрико дель Карретто (итал. Ottone Enrico del Carretto, нем.  Otto Heinrich del Carretto; 1620? или 1629, Генуя — 15 июня 1685, Марьемон (фр.) (Морланвельз), титулярный маркграф Савоны, маркиз Граны, граф ди Миллезимо — имперский и испанский военачальник, генерал-фельдмаршал Священной Римской империи и штатгальтер Испанских Нидерландов.

## Биография
Младший сын имперского генерал-фельдмаршала Франческо Антонио дель Карретто, маркиза Граны, и графини Маргареты Фуггер фон Нордендорф.
По примеру отца поступил на имперскую военную службу. Около 1660 года в чине фельдполковника командовал участком Военной границы в районе Варасдина (Feldoberst und kommandirender General an der Petrinianischen und Windischen Grenze zu Warasdin). В 1669 году стал командиром 45-го пехотного полка, был членом Тайного совета.
В начале Голландской войны в ноябре 1673 года назначен военным губернатором освобожденного от французов Бонна.
14 февраля 1674 солдаты его полка захватили в Кёльне князя Вильгельма фон Фюрстенберга, брата епископа Страсбургского, сорвав попытку созыва мирной конференции.
25 августа 1674 произведен в генерал-фельдвахтмейстеры. Внёс значительный вклад в победу над маршалом Креки в битве при Концер Брюкке 11 августа 1675 года, заняв со своими частями господствующие высоты, называющиеся с тех пор высотами Грана. 17 сентября того же года произведен в генерал-фельдмаршал-лейтенанты.
Одним из последних военачальников сложил оружие, приняв участие в бою, который принц Оранский дал маршалу Люксембургу 14 августа 1678 года у Сен-Дени, близ Монса, четыре дня спустя подписания франко-голландского мира. Мадам де Севинье сообщает некоторые подробности этого кровопролитного дела. В бою участвовал её сын, и после окончания сражения маркиз Граны похвалил его за храбрость.
В 1678 году король Испании пожаловал маркиза Граны в рыцари ордена Золотого руна. Через некоторое время он был назначен императорским послом в Мадрид, на место умершего в декабре 1678 года графа Траутсона. Согласно сообщению Gazette de Madrid от 28 февраля 1679 года, маркиз не торопился занять вакантную должность, расценивая её, как почетную ссылку, в которую его отправили благодаря проискам завистников при Венском дворе. Будучи воспитан в Мадриде, где его отец занимал аналогичный пост, Оттоне Энрико был невысокого мнения о порядках при испанском дворе, и став послом, открыто критиковал правительство.
Вопреки недовольству испанских вельмож, в связи с ухудшением франко-испанских отношений и близостью новой войны, маркиз Граны 12 марта 1682 года был назначен капитан-генералом, а в апреле штатгальтером Испанских Нидерландов. 2 декабря 1683 года произведён в имперские генерал-фельдмаршалы.
В 1683—1684 годах командовал испанскими войсками на нидерландском театре франко-испанской войны.
В 1686 году Гасьен де Куртиль де Сандра выпустил в Кёльне книжку анекдотов и сплетен о личной жизни маркиза, под ироничным названием «Завоевания маркиза де Грана в Нидерландах».
В 1892 году по распоряжению кайзера Вильгельма II на высотах Грана был установлен памятник подвигу его солдат.

## Семья
1-я жена (31.07.1667): графиня Мария Терезия фон Герберштейн (5.06.1641, Грац — 1682, Брюссель), дочь графа Иоганна Максимилиана фон Герберштейна и баронессы Элеоноры Катарины Броннер, вдова графа Франца Адама фон Лёвенштейна
Дети:
- Мария Энрикетта дель Карретто (20.09.1671, Вена — 22.02.1744, Дрогенбос), маркграфиня Савоны, маркиза ди Грана, графиня ди Миллезимо. Муж (12.02.1684, Брюссель): Филипп-Шарль-Франсуа д’Аренберг (1663—1691), герцог д’Аренберг и д’Арсхот
- Мария Габриелла дель Карретто (1675, Вена — ранее 1700, Брюссель). Муж (1690): Шарль-Франсуа де Лабар, граф д’Эркелинн и де Оллуа

2-я жена (10.06.1683): Мария-Тереза д’Аренберг (25.07.1666—31.05.1716), дочь Шарля-Эжена д’Аренберга, герцога д’Аренберга и д’Арсхота, и Мари-Генриетты де Кюзанс, вторым браком вышла за графа Луи-Эрнеста д’Эгмонта, принца Гаврского